# Sujung
Sujung is een bestuurslaag in het regentschap Serang van de provincie Banten, Indonesië. Sujung telt 4074 inwoners (volkstelling 2010).